# Dapsa denticollis
Dapsa denticollis – gatunek chrząszcza z rodziny wygłodkowatych i podrodziny Lycoperdininae.
Gatunek ten opisany został po raz pierwszy w 1817 roku przez Ernsta Friedricha Germara jako Endomychus denticollis.
Chrząszcz o wydłużonym ciele długości od 4 do 4,5 mm. Powierzchnię ciała porasta krótkie, dość skąpe, przylegające owłosienie oraz pokrywa wyraźne punktowanie. Ubarwienie ciała jest rdzawoczerwone lub czerwonożółte, czasem z czarnymi: głową, przedpleczem, sternitami tułowia i podstawą odwłoka. Typowo pokrywy zdobią 3 czarne plamy: dwie środkowe i jedna wspólna wierzchołkowa, ale znane są aberracje o wszystkich plamach zlanych, plamach środkowych zanikłych oraz plamie wierzchołkowej zanikłej. Cienkie czułki mają trzeci człon trzykrotnie dłuższy niż szeroki, a buławkę nieco spłaszczoną. Wewnętrzna krawędź żuwaczki zaopatrzona jest w ząb. Przedplecze na przedniej krawędzi zaopatrzone jest w błonę strydulacyjną, na bokach w ostre i hakowate zęby, a nasadę ma dwuzatokowo wyciętą. Tarczka jest zaokrąglona i punktowana. Punkty na zaokrąglonych pokrywach są grubsze niż na przedpleczu. Wąskie przedpiersie nie sięga za panewki bioder przedniej pary. U samca golenie odnóży środkowej i tylnej pary mają wierzchołki zagięte dośrodkowo.
Owad ten zamieszkuje nasłonecznione: pobrzeża rzek, skarpy, zbocza pagórków, skraje lasów i lasy liściaste, gdzie bytuje w ściółce oraz w mchach porastających stare pnie i pniaki, zwłaszcza brzozowe.
Gatunek  palearktyczny, znany z Albanii, Austrii, Bułgarii, Chorwacji, Czech, Niemiec, Polski, Rumunii, Serbii, Słowacji, Słowenii, Ukrainy, Węgier i Włoch. Występuje od nizin po niższe położenia górskie, z dala od terenów uprawnych. W Polsce rzadki, znany z 3 stanowisk, w tym jednego współczesnego. W 2002 umieszczony został na Czerwonej liście zwierząt ginących i zagrożonych w Polsce jako gatunek o słabo rozpoznanym statusie. Jako gatunek narażony na wyginięcie umieszczony został na Czerwonych listach Czech, Słowacji i Austrii. Na czerwonej liście Niemiec figuruje jako regionalnie wymarły.